# Aleksiej Bieriezucki
Aleksiej Władimirowicz Bieriezucki (ros. Алексей Владимирович Березуцкий, ur. 20 czerwca 1982 w Moskwie) – rosyjski piłkarz występujący na pozycji obrońcy.
Jego brat bliźniak Wasilij także jest piłkarzem.

## Życiorys
Swoją przygodę z futbolem młody Aleksiej rozpoczął w moskiewskiej szkółce "Smiena. W wieku 17 lat podpisał zawodowy kontrakt z moskiewskim Torpedo-ZIŁ, dzisia (FK Moskwa). W sezonie 2001 przeszedł do Czernomorca Noworosyjsk, a okresie pół roku został piłkarzem stołecznego CSKA. W drużynie Armieńców, grał przez siedemnaście lat, aż do momentu zakończenia kariery piłkarskiej w 2018 roku.

## Kariera reprezentacyjna
Uczestnik trzech turniejów u Mistrzostwo Europy (2008, 2012, 2016).
Łącznie w kadrze narodowej rozegrał 58 spotkań.

## Sukcesy

### Klubowe
CSKA
- Primjer-Liga: 2003, 2005, 2006, 2012–13, 2013–14, 2015–16
- Puchar Rosji: 2001–02, 2004–05, 2005–06, 2007–08, 2008–09, 2010–11, 2012–13
- Superpuchar Rosji: 2004, 2006, 2007, 2009, 2013
- Puchar UEFA: 2004–05

### Reprezentacyjna
Rosja
- Brązowy medal na Mistrzostwach Europy 2008